# Tractat de Turkmantxai
El tractat de Turkmantxai (rus: Туркманчайский договор; persa: عهدنامه ترکمنچای) fou un acord de pau negociat a Turkmantxai, al Caucas, al final de la guerra russopersa del 1826-1828 (amb derrota persa), pel qual els qajars (la dinastia persa) reconeixien la sobirania russa sobre els kanats de Nakhitxevan, Erevan i Talish amb les regions d'Ordubad i Mughan, establint el riu Aras (Araxes) com a frontera entre l'Imperi Rus i Pèrsia confirmant les disposicions del tractat de Gulistan.
Es va signar el 21 de febrer de 1828 entre el príncep hereu Abbas Mirza i Allah-Yar Khan Asaf al-Dawla, camarlenc del xa Fath Ali Shah, per part de Pèrsia, i el general Ivan Paskievich per Rússia. Els russos amenaçaven en conquerir Teheran en cinc dies si Pèrsia no acceptava les condicions. A més de les principals esmentades, es va pactar una indemnització a pagar pels perses, la pèrdua del dret de navegació exclusiu per la mar Càspia, que ara seria també per Rússia, les capitulacions comercials, el dret d'establir consolats i enviats a tot l'Iran, l'intercanvi de presoners, diversos tractats comercials que Rússia determinaria, la declaració persa de lamentar el trencament de la pau de Gulistan i la prohibició de perseguir o acusar cap habitant de l'Azerbaidjan persa per activitats durant la guerra i el control rus d'aquests territoris i el dret a emigrar a Rússia si ho desitjaven. Com a afegit, s'establien provisions per al reassentament dels armenis de Pèrsia al Caucas i l'alliberament de captius armenis.